# نقص تنسج الرئة
نقص تنسج الرئة هو عيب خلقي يتميز بنقص عدد أو حجم القطع القصبية الرئوية أو الحويصلات الهوائية، وينشأ عن شذوذات في الجنين تعيق التطور الطبيعي للرئة، أما نقص التنسج مجهول السبب فهو نادر وغير مصحوب عادة بعيوب خلقية أخرى في الجنين أو الأم.
يصل معدل حدوثه إلى 9-11 من كل 10,000 وليد حي، و14 من كل 10,000 ولادة، وهو سبب شائع لوفاة حديثي الولادة، وعادة ما يوجد في الأجنة المتوفية وإن لم يكن سبباً للوفاة.

## الأسباب
هناك عوامل عديدة تؤثر على تطور الرئتين في الأجنة، وهي:
- وجود سائل سلوي كافٍ
- حجم الجوف الصدري مناسب
- حركة التنفس طبيعية
- وجود سوائل طبيعية في الرئتين

نقص أي من هذه العوامل يؤدي إلى خلل في تطور الرئة، أما أسباب نقص حجم الجوف الصدري فهي:

### أسباب داخل القفص الصدري
- فتق الحجاب الحاجز الخلقي
- وجود كتلة أو ورم كالورم المسخي
- عدم تخليق الحجاب الحاجز
- نقص تروية الرئة بسبب عيب خلقي في الجهاز الدوري كرباعية فالوت، أو غياب الشريان الرئوي في جهة واحدة.

### أسباب خارج القفص الصدري
- قلة السائل السلوي (بسبب عيوب في الكلى مثلاً)
- أسباب خلل التنسج العظمي خاصة تلك التي تؤدي إلى صغر حجم الجوف الصدري مثل: (خلل التنسج الصدري الخانق (متلازمة جون)، عدم تخلق الغضاريف، تكون العظم الناقص، متلازمة كثرة الأصابع وخلل التنسج الفاتل للاطراف)
- كتلة في البطن ضاغطة على الصدر
- أسباب عصبية عضلية تعيق تنفس الجنين[3]

## الأعراض والعلامات
- صعوبة في التنفس و ضائقة جنينية
- علامات لأمراض أخرى كمتلازمة بوتر في حالة قلة السائل السلوي
- علامات لعيوب خلقية أخرى (في القلب مثلاً)[4]

## التشخيص

### التحاليل المعملية
إن كان السبب في نقص تنسج الرئة مرض في الكلى يتم قياس مستوى الكرياتينين واليوريا ومستوى الإلكترولايت في الدم لتقييم وظائف الكلى.

### الأشعة

#### سونار قبل الولادة
يمكن أن يوضح السبب كنقص السائل السلوي، كما يمكن عن طريقه حساب نسبة محيط الرئة إلى الرأس (أقل من 1 يعني توقع سيء لسير المرض)، ومحيط الصدر الذي يقل عن المدى الطبيعي، وفي حالات الأسباب داخل القفص الصدري قد تكون هذه المؤشرات طبيعية.

#### الدوبلر
المقاومة الشريانية في الرئة غالباً ما تزداد مع نقص التنسج

#### التصوير بالرنين المغناطيسي
لتقدير سعات الرئة

## العلاج
الإنعاش أولاً للحفاظ على التنفس والدورة الدموية، ثم يعتمد العلاج على السبب كفتق الحجاب الحاجز أو إزالة الكتلة التي تعيق النمو إن وجدت.

## التاريخ
في عام 1908 وثقت مود أبوت نقص تنسج الرئة كمرض يحدث مع عيوب معينة في القلب، وفي 1915 قامت مع ج.س ميكنز باعتباره أحد التشخيصات التفريقية للقلب اليميني، وفي 1920 أي قبل عقود من ابتكار التصوير قبل الولادة، اتخذ نقص تنسج الرئة كدليل على أن فتق الحجاب الحاجز عيب خلقي وليس مكتسباً.